# Erik Stern (jurist)
Erik Stern, född den 9 oktober 1886 i Kristianstad, död den 19 januari 1986 i Stockholm, var en svensk jurist. Han var far till Torkel Stern.
Stern avlade studentexamen i Göteborg 1906 och juris kandidatexamen vid Lunds universitet 1911. Efter tingstjänstgöring i Luggude domsaga 1911–1916 tjänstgjorde han i kammarrätten 1916–1920. Stern var notarie i kammarrätten 1920–1931, assessor där 1931–1940, kammarrättsråd 1941–1953 (tillförordnat 1940) och divisionsordförande 1946–1953. Han var tillförordnad sekreterare och ombudsman i civilstatens änke- och pupillkassa 1917–1937. Stern hade uppdrag i statliga utredningar. Han publicerade uppsatser i Svensk skattetidning och i Gjallarhornet med mera. Stern blev riddare av Vasaorden 1938 och av Nordstjärneorden 1944 samt kommendör av sistnämnda orden 1953.